# Maria van Klopas

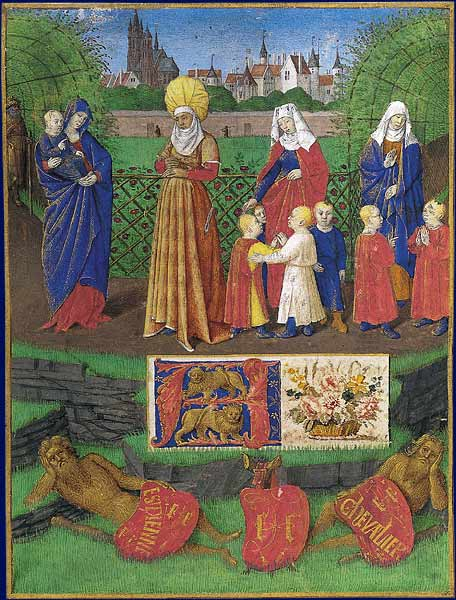
Sint-Anna en de drie Maria's (uit Heures d'Etienne Chevalier, verlucht door Jean Pouquet

Maria van Klopas (Grieks: Μαρία ἡ τοῦ Κλωπᾶ, María hē tou Clōpá) is een vrouw uit het Nieuwe Testament. Uit de Griekse aanduiding valt niet op te maken welke relatie deze Maria had tot deze Klopas. Zij zou zijn dochter, vrouw of moeder kunnen zijn. Meestal wordt aangenomen dat Maria de vrouw van Klopas was. Ze wordt herdacht in de Katholieke Kerk op 24 april (voor 2001 op 9 april), in de Orthodoxe Kerk op 23 mei en in de Lutheraanse Kerk op 3 augustus.

## Nieuwe Testament
Maria van Klopas wordt één keer expliciet genoemd, namelijk in Johannes 19:25:
Bij het kruis van Jezus stonden zijn moeder met haar zuster, Maria, de vrouw van Klopas, en Maria uit Magdala. (Johannes 19:25)
Weergave van dit moment in het verhaal in andere evangeliën geven andere aanduidingen:
Onder hen bevonden zich Maria uit Magdala, Maria de moeder van Jakobus en Josef, en de moeder van de zonen van Zebedeüs. (Matteüs 27:56)
Van een afstand keken ook enkele vrouwen toe, waaronder Maria uit Magdala en Maria de moeder van Jakobus de jongere en van Joses, en Salome. (Marcus 15:40)

## Interpretatie
De tekst in Johannes 19:25 wordt vaak zo gelezen dat Maria van Klopas een zus van Maria, de moeder van Jezus was (en dus een tante van Jezus), maar dit is omstreden. Zij wordt ook wel geïdentificeerd met "de andere Maria" uit Matteüs 28:1 of "Maria, de moeder van Jakobus" uit Marcus 16:1, maar ook daarover is geen consensus. Volgens Papias was Maria van Klopas een van de drie Maria's en waren dit drie dochters van Anna.
Sommige onderzoekers hebben uit vergelijking van bovenstaande passages de conclusie getrokken dat Maria (de vrouw) van Klopas dezelfde is als Maria de moeder van Jakobus en Josef. Matteüs 13:55,56 en Marcus 6:3 noemen Jakobus en Josef broers van Jezus (Marcus gebruikt altijd de minder gebruikelijke spelling Joses).
Meestal wordt Maria van Klopas gelijkgesteld aan de Maria die een van de vrouwen was die de dag na de opstanding van Jezus naar het graf gingen om Jezus' lichaam met kruiden te zalven (Lucas 23:55-56).

### Klopas
Sommige tradities stellen Klopas gelijk aan Kleopas, een van de Emmaüsgangers uit Lucas 24:18. Deze Kleopas zou de broer van Jozef van Nazareth zijn geweest. Maria van Kl(e)opas zou dan de schoonzus van Maria (de moeder van Jezus) zijn. De zoon van Kleopas en Maria was Simeon van Jeruzalem, die Jakobus, de broer van Jezus, opvolgde als bisschop van Jeruzalem.
Op basis van de verwantschap tussen de namen Kl(e)opas (Aramees: Chalpaj) en Alfeüs (de Hebreeuwse letter chet wordt in het Grieks (in de Septuagint) wel vaker met een α weergegeven), gaan sommigen ervan uit dat Kl(e)opas dezelfde is als Alfeüs. Dan zou hij de vader zijn van de jongere discipel Jakobus (zoon van Alfeüs) (Matteüs 10:3; Marcus 3:18; Lucas 6:15; Handelingen 1:13). Zijn vrouw Maria "de vrouw van Kl(e)opas" zou daarmee de moeder zijn van Jakobus, de zoon van Alfeüs die in Marcus 15:40; 16:1 en Lucas 24:10 genoemd wordt. Maar het feit dat Kleopas een Griekse naam is en Klopas een Aramese naam en dat Maria als de onbekende Emmaüsganger niet in de context van het verhaal van Lucas 24 zou passen, leidt sommigen tot de conclusie dat Klopas en Kleopas twee verschillende personen waren.

## Maria van Klopas in de kunst

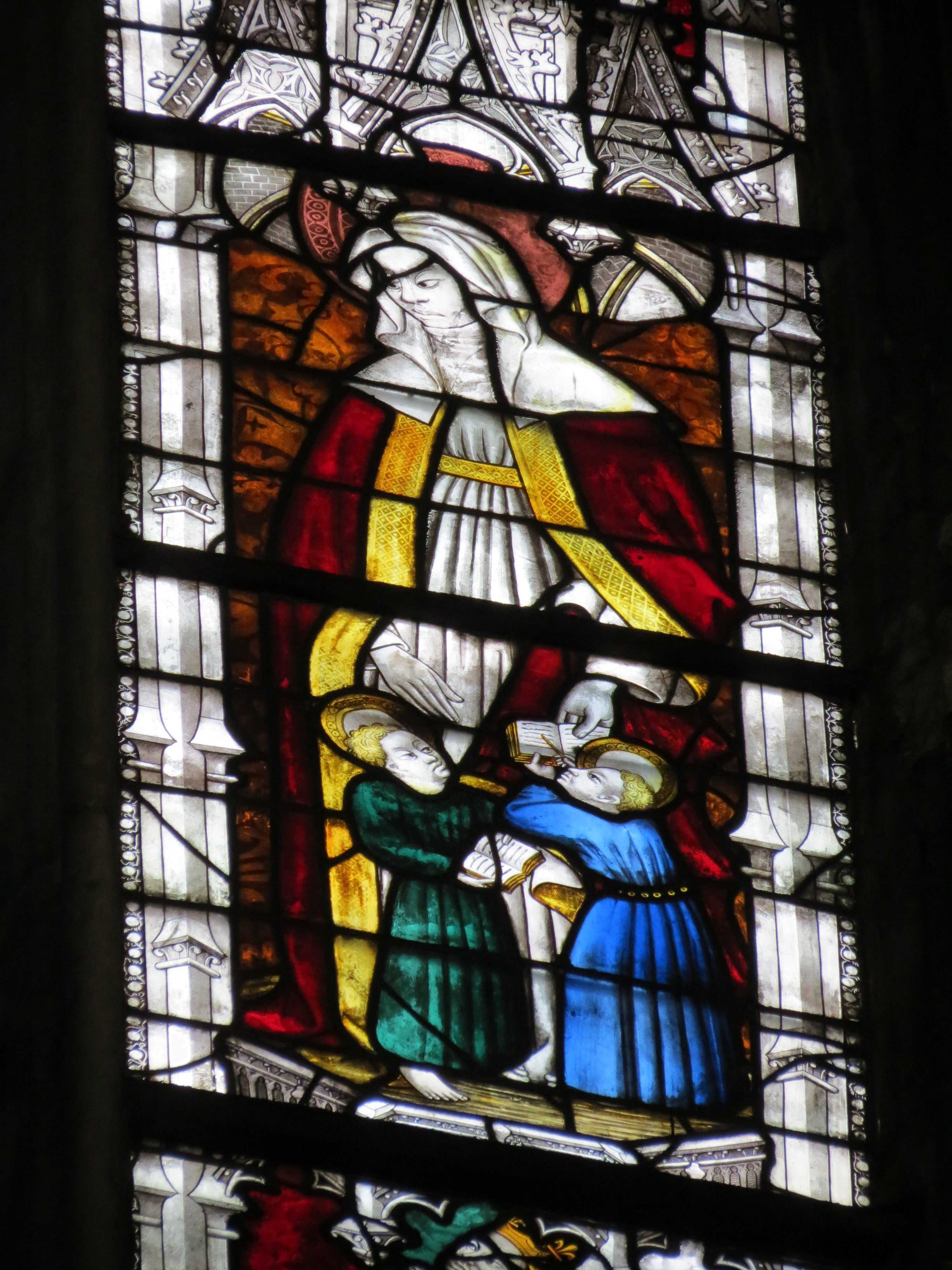
Gebrandschilderd raam, kathedraal van Évreux
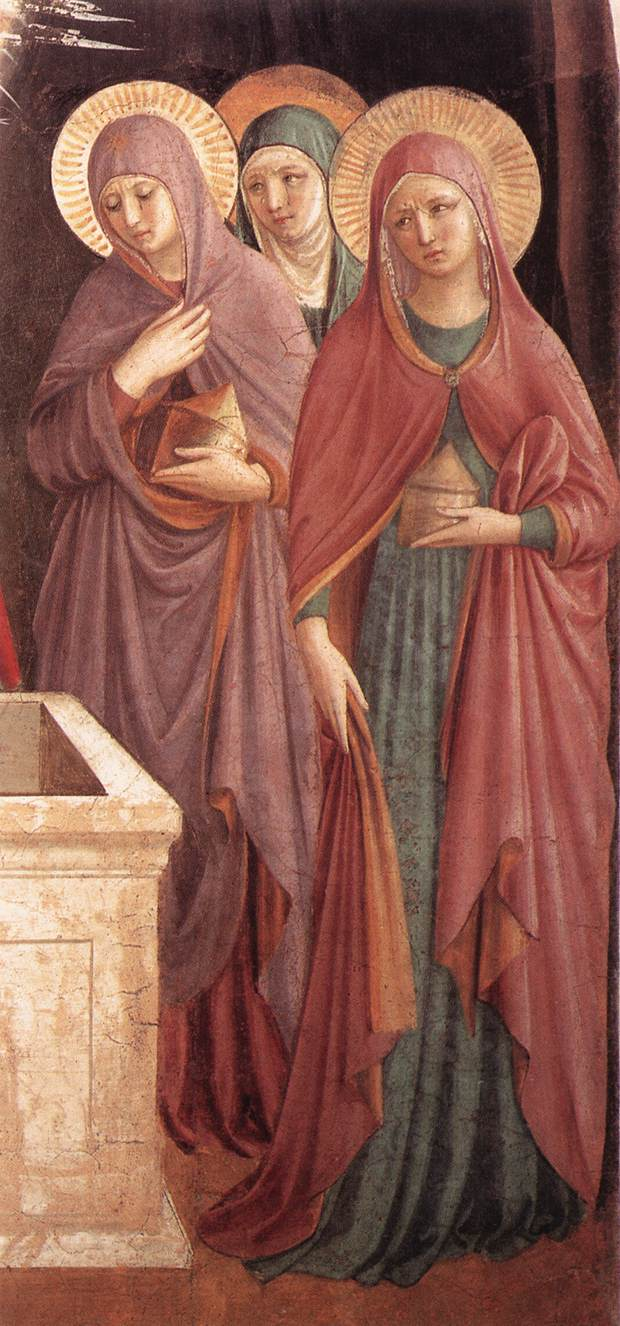
Drie heilige vrouwen, Benozzo Gozzoli, ca. 1440
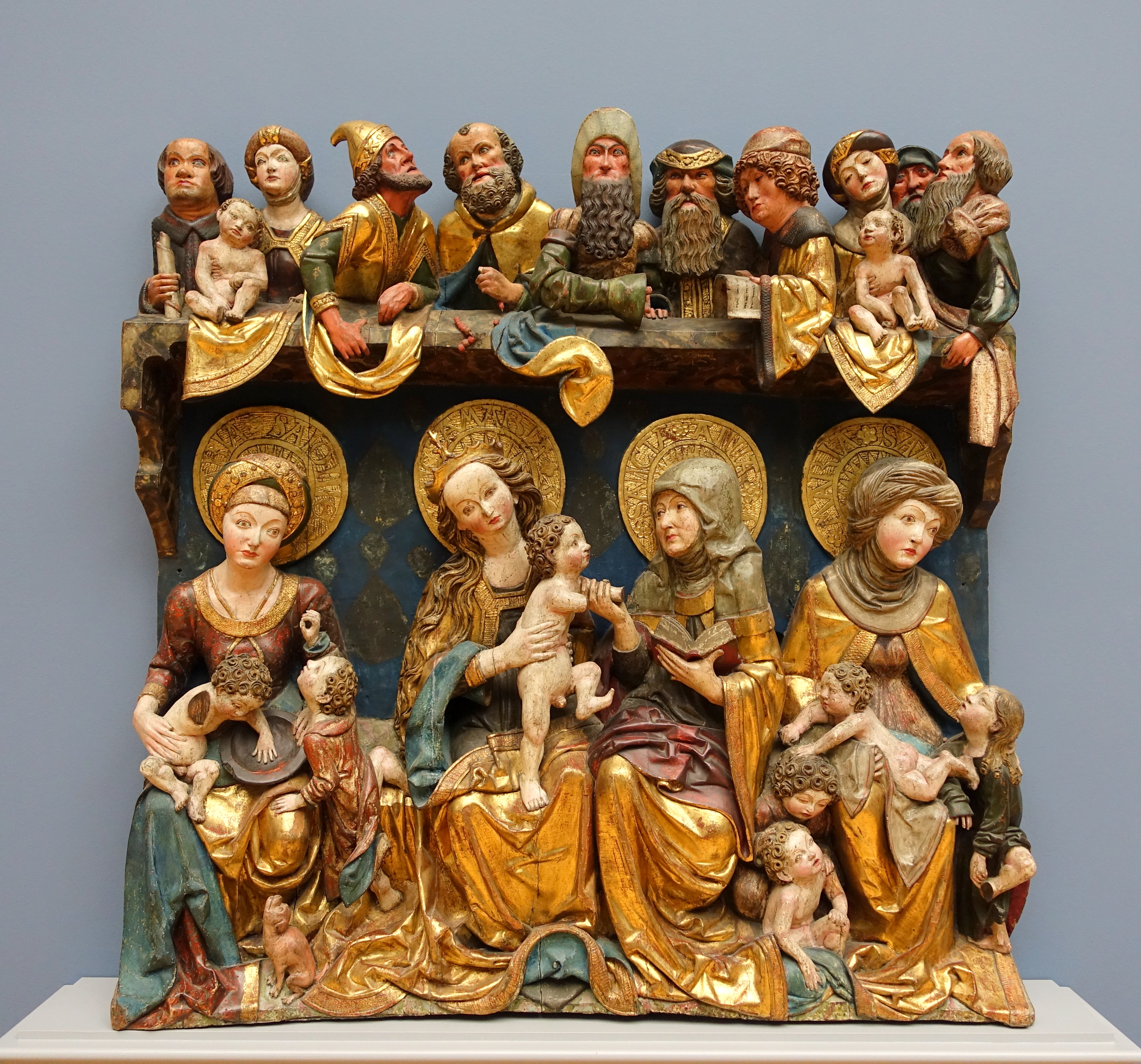
Heilige Maagschap, Silezisch, ca. 1500
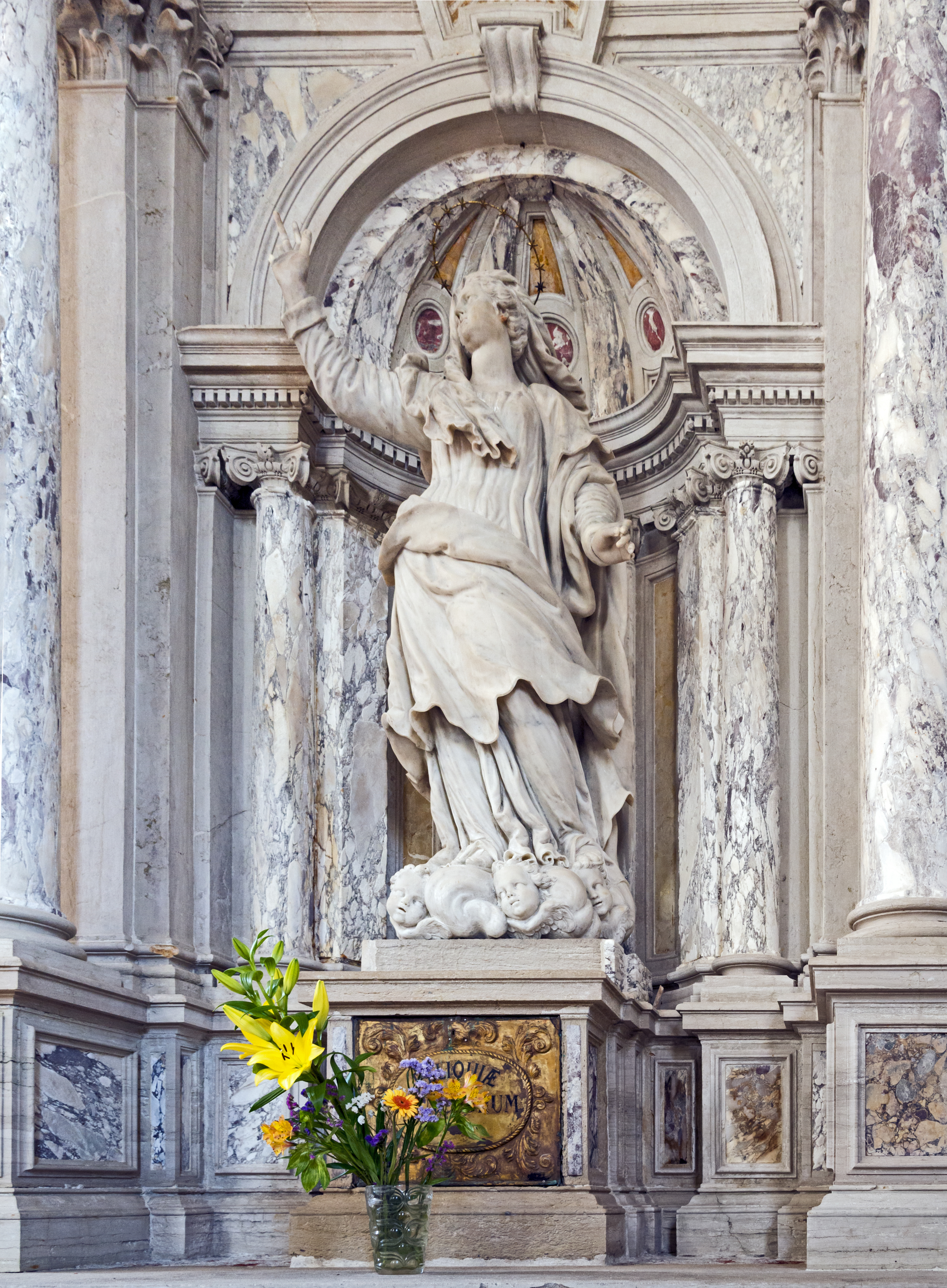
Marmeren beeld, Venetiaans, 18e eeuw